# Apeadeiro de Pedras d'El-Rei
O Apeadeiro de Pedras d'El-Rei foi uma interface da Linha do Algarve, que servia a zona de Pedras del Rei em Santa Luzia no município de Tavira, em Portugal.

## História

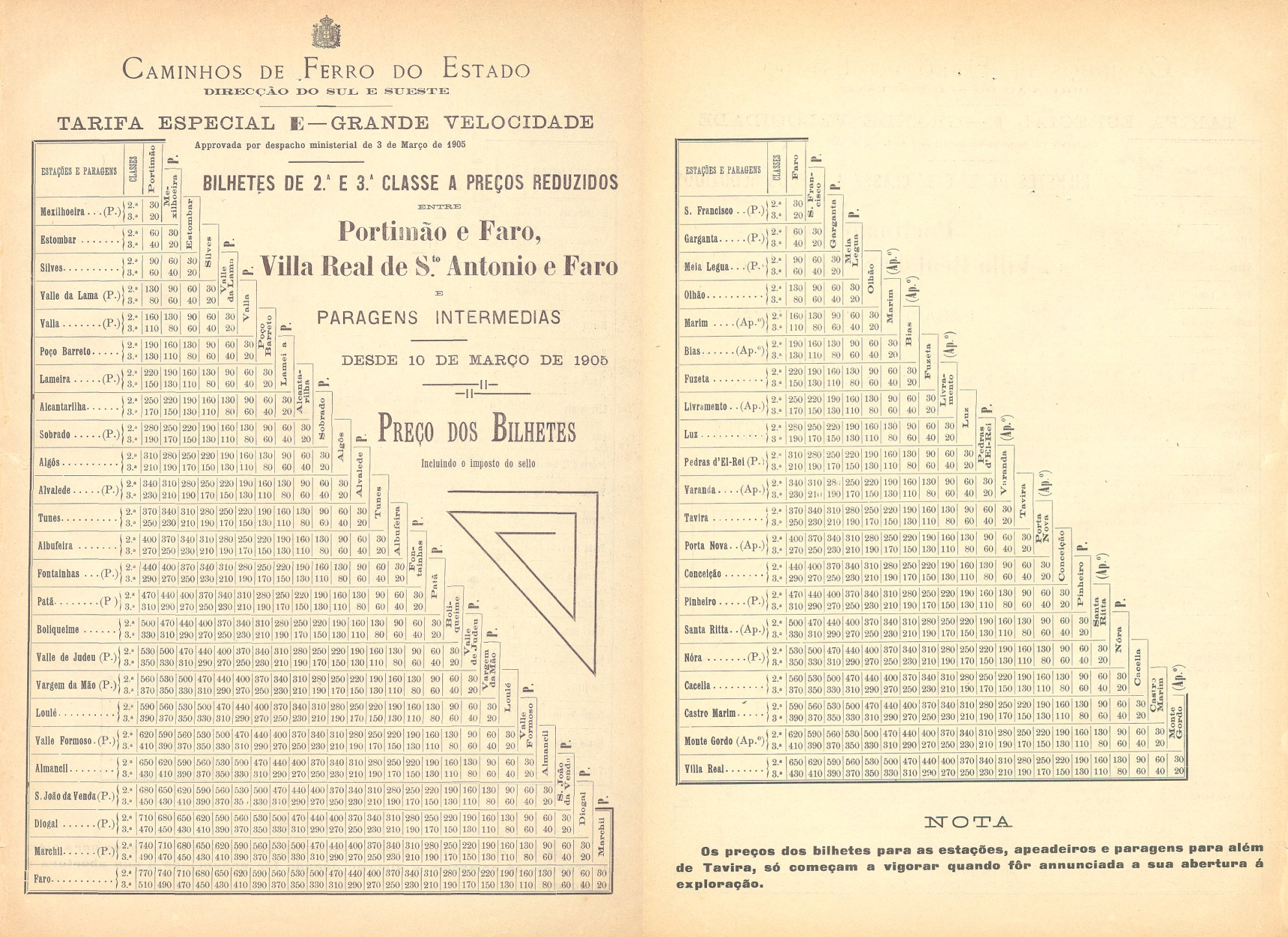
Aviso de 1905, onde esta interface aparece com a categoria de paragem.

Este apeadeiro estava situado no lanço da Linha do Algarve entre Luz e Tavira, que foi inaugurado em 19 de Março de 1905, pela divisão do Sul e Sueste dos Caminhos de Ferro do Estado.